# Бухма (присілок)
Бу́хма (рос. Бухма) — присілок в Красногорському районі Удмуртії, Росія.

## Населення
Населення — 14 осіб (2010; 19 в 2002).
Національний склад станом на 2002 рік:
- росіяни — 100 %